# Campeonato Europeo de Pentatlón Moderno de 2025
El XXXIII Campeonato Europeo de Pentatlón Moderno se celebró en Madrid (España) entre el 21 y el 27 de julio de 2025 bajo la organización de la Unión Internacional de Pentatlón Moderno (UIPM) y la Federación Española de Pentatlón Moderno.
Las competiciones se realizaron en la instalaciones del Centro Deportivo y Sociocultural del E. T. La Dehesa.

## Medallistas

### Masculino
| Evento             | Oro                                                | Plata                                         | Bronce                                             |
| ------------------ | -------------------------------------------------- | --------------------------------------------- | -------------------------------------------------- |
| Individual (25.07) | Yuri Kovalchuk · Ucrania · 1588 pts.               | Mihály Koleszár · Hungría · 1582 pts.         | Jean-Baptiste Mourcia Francia 1577 pts.            |
| Equipo (25.07)     | Hungría · 4712                                     | Francia 4693                                  | República Checa · 4364                             |
| Relevo (27.07)     | Marek Grycz · Matouš Tůma · República Checa · 1631 | Yuri Kovalchuk · Danylo Sych · Ucrania · 1620 | Iván Liberal Manzanas · Pau Salomó · España · 1615 |

### Femenino
| Evento             | Oro                                          | Plata                                                       | Bronce                                       |
| ------------------ | -------------------------------------------- | ----------------------------------------------------------- | -------------------------------------------- |
| Individual (25.07) | Rebecca Castaudi Francia 1481 pts.           | Emma Whitaker Reino Unido 1479 pts.                         | Blanka Bauer · Hungría · 1477 pts.           |
| Equipo (25.07)     | Hungría · 4364                               | Francia 4338                                                | Italia · 4280                                |
| Relevo (27.07)     | Katharina Jurt · Florina Jurt · Suiza · 1462 | Lucie Hlaváčková · Kateřina Váňová · República Checa · 1440 | Noémi Eszes · Emma Mészáros · Hungría · 1428 |

### Mixto
| Evento         | Oro                                            | Plata                                                 | Bronce                                |
| -------------- | ---------------------------------------------- | ----------------------------------------------------- | ------------------------------------- |
| Relevo (26.07) | Mihály Koleszár · Blanka Guzi · Hungría · 1567 | Matteo Bovenzi · Valentina Martinescu · Italia · 1536 | Léo Bories Coline Flavin Francia 1490 |

## Medallero
| Núm. | País            | Oro | Plata | Bronce | Total |
| ---- | --------------- | --- | ----- | ------ | ----- |
| 1    | Hungría         | 3   | 1     | 2      | 6     |
| 2    | Francia         | 1   | 2     | 2      | 5     |
| 3    | República Checa | 1   | 1     | 1      | 3     |
| 4    | Ucrania         | 1   | 1     | 0      | 2     |
| 5    | Suiza           | 1   | 0     | 0      | 1     |
| 6    | Italia          | 0   | 1     | 1      | 2     |
| 7    | Reino Unido     | 0   | 1     | 0      | 1     |
| 8    | España          | 0   | 0     | 1      | 1     |
|      | TOTAL           | 7   | 7     | 7      | 21    |